# Marie-Louise (pointu)
Marie-Louise est une barquette de pêche construite en 1899 par le chantier naval André Ruoppolo de Marseille.
Marie-Louise fait l'objet d'un classement au titre des monuments historiques depuis le 30 mars 1999.

## Histoire
Cette barque de pêche (dit aussi pointu) a été construite par le fils de Michel Ruoppolo, émigré italien, inventeur de la barquette de type « sur gabarit de Saint-Joseph' ».
Marie-Louise est la plus ancienne de cette lignée de barquette marseillaise à voile latine sortie du chantier Ruoppolo. Une autre caractéristique toujours pérenne : le capian une pièce d’étrave à deux joues, aux formes suggestives, sculptée dans une seule pièce de bois d’orme.
En 1963, elle est rachetée en mauvais état à un pêcheur de Martigues. La barquette est ramenée à Marseille et subira de nombreuses restaurations. 
Basée au port de l'Estaque, à la SNEM (Société nautique de l'Estaque Mourepiane) elle propose des sorties de pêche et de plaisance et participe aux rassemblements de voiles latines.